# Ipiranga (rivière de São Paulo)
L'Ipiranga est un ruisseau de la ville de São Paulo, sur les rives duquel a été proclamée l'indépendance du Brésil. Il a donné son nom au quartier d'Ipiranga.

## Étymologie
Issu d'une langue tupi-guarani, le mot Ipiranga est formé de y (rivière) et piranga (rouge).

## Géographie
La source de l'Ipiranga est localisée dans le Jardin botanique de São Paulo, au sud-est de l'agglomération. Long de 9 km seulement, l'Ipiranga rejoint le rio Tamanduateí en rive gauche.

## Aménagements et écologie
Comme de nombreux cours d'eau urbains, l'Ipiranga souffre de sérieux problèmes de pollution dus aux rejets industriels et domestiques.

### Histoire
Les rives de l'Ipiranga sont considérées comme le lieu où a été déclarée l'indépendance du Brésil par le futur Pierre Ier du Brésil (cri d'Ipiranga). Les premiers vers de l'hymne national du Brésil en font explicitement mention: 
« Ouviram do Ipiranga as margens plácidas
De um povo heróico o brado retumbanteE o sol da Liberdade, em raios fúlgidosBrilhou no céu da Pátria nesse instante. »

« Les rives calmes de l'Ipiranga ont entenduL'appel retentissant d'un peuple héroïque.Et le soleil de la liberté, de ses rayons fulgurants,brilla dans le ciel de la Patrie en cet instant. »

### Article lié
- Monument de l'Ipiranga